# Drapeau de l'Union africaine

Le drapeau de l'Union africaine de 2010 à 2017

Le drapeau de l’Union africaine (UA) est le dessin du continent africain sur un fond vert, entouré de 55 étoiles et plaqué sur un soleil stylisé. Le fond vert symbolise l'espoir de l'Afrique et les étoiles représentent les États membres du bloc.

## Nouveau drapeau
Un concours avait été lancé en 2000 pour en trouver un nouveau, mais l’UA a finalement renoncé à ce projet. Relancé lors 8e sommet de l'UA en 2007, le projet a abouti en janvier 2010. Le nouveau drapeau de l'UA a été adopté lors de la 14e session ordinaire de l'Assemblée des chefs d'État et de gouvernement tenue à Addis-Abeba en Éthiopie. Lorsque le Soudan-du-Sud a rejoint l'union, le drapeau fut modifié pour porter le nombre d'étoiles à 54, le 15 août 2011 puis à 55 avec le retour du Maroc au sein de l'organisation, le 30 janvier 2017.

## Ancien drapeau

Drapeau de l'Union africaine en vigueur jusqu'en 2010

L'ancien drapeau de l'Union africaine se composait d’une large bande horizontale verte en haut, bordée d’une mince bande jaune. En dessous se trouve une large bande blanche portant l’emblème de l’organisation, bordée d’une mince bande jaune, elle-même bordée une large bande verte tout en bas. 
Le vert symbolise l’espoir et l’aspiration à l’unité des pays africains, le jaune la richesse et l’avenir souriant du continent et le blanc la pureté du désir de l’Afrique d’avoir des amis dans le monde.
L’emblème central se compose d’une carte du continent africain jaune, sans aucune frontière marquée, afin de représenter l’unité, entourée d’un mince cercle vert, et d’un autre cercle jaune. Des feuilles de palmier sortent du cercle jaune pour symboliser la paix. En dessous, sept cercles enlacés rouges incarnent le sang versé pour la libération de l’Afrique et la solidarité africaine.
Ce drapeau était le même que celui de l’Organisation de l'unité africaine, dont est héritière l'UA, qui l’avait adopté en 1970, sept ans après sa fondation.